# 加波沙朵
加波沙朵（化学名：4,5,6,7-tetrahydroisoxazolo(5,4-c)pyridin-3-ol，缩写THIP）是一种有机化合物，分子式C6H8N2O2，属于蠅蕈素衍生物类生物鹼，1977由丹麦化学家Poul Krogsgaard-Larsen首次合成。